# لينكون (أونتاريو)
لينكون، أونتاريو (بالإنجليزية: Lincoln)‏ هي مدينة كندية تقع في مقاطعة أونتاريو. تبلغ مساحة هذه المدينة 162.8588 (كم²)، ويبلغ عدد سكانها 21722 نسمة حسب إحصاء سنة 2006 م، بينما كان يسكنها 20612 نسمة في سنة 2001 م. تحتل هذه المدينة المرتبة رقم 176 بين مدن كندا حسب عدد السكان والمرتبة رقم 69 في المقاطعة. نما عدد السكان في هذه المدينة بنسبة (5.4) بين العامين المذكورين.

## أعلام
- روبرت مونتجومري

## وصلات خارجية
- الأطلس الحكومي لكندا
- إحصاءات كندا مع ساعة تعداد السكان